# Conjunto urbano bodeguero Campo de Guía

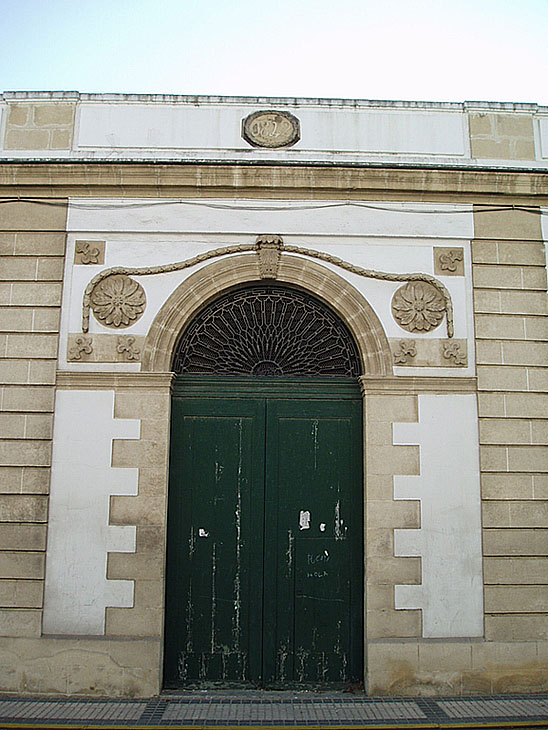
Bodega de 1842 del Campo de Guía.

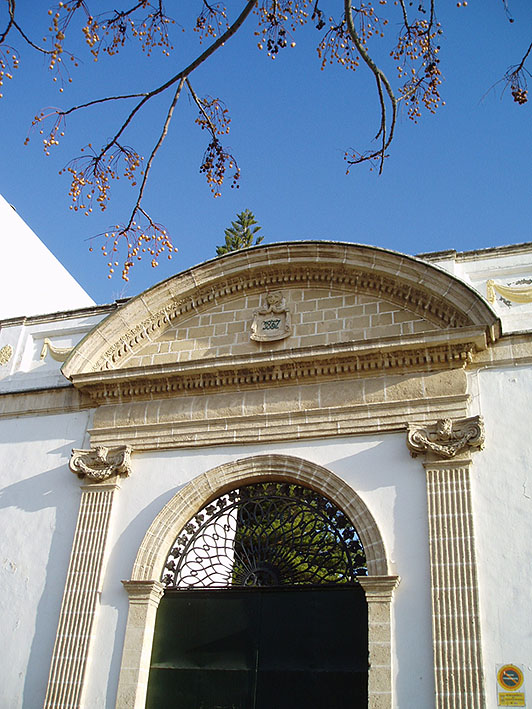
Bodega del.

Conjunto urbano situado en El Puerto de Santa María ocupado casi íntegramente por bodegas surgidas durante el ensanche industrial del siglo XIX, de alto valor para el estudio de la evolución urbana de la ciudad y la arqueología industrial. Es claro ejemplo de la pujanza bodeguera del XIX en el Marco del Jerez.

## Historia
El sector vitivinícola ha sido durante siglos uno de los pilares de la economía de El Puerto de Santa María. Tras la pérdida española de las colonias americanas (excepto Cuba y Puerto Rico) a comienzos del XIX, se produce el fin de la prosperidad que caracterizó a la vida económica de la Bahía de Cádiz en los siglos anteriores. Parece ser que entre 1820 y 1830 El Puerto mantendrá dicha prosperidad a costa de la ruina de la capital gaditana.
El sector vitivinícola del Jerez se desarrolla en El Puerto especialmente en la segunda mitad del XIX, gracias a los beneficios acumulados que fue aportando el comercio, la mejora de los transportes y la formación de grandes propiedades. Junto al vino se exportaba aceite, trigo, aguardiente y cítricos. Las bodegas, que atraen inversiones de los comerciantes de Cádiz, desempeñarán un papel fundamental en la economía de la ciudad y en su trazado urbanístico durante esta centuria, destacando el Campo de Guía (ubicado entre las actuales calles Valdés y Los Moros, y entre la Plaza de Toros de El Puerto y el río Guadalete).

## Estructura
Estas bodegas portuenses siguen un esquema muy parecido:
- Planta rectangular subdividida en naves espaciosas con pilares y arcadas bajo cubierta a dos aguas e iluminadas por pequeños ventanales en la parte alta.

- Grandes espacios abiertos a modo de paseo con patios y jardines entre la calle y los interiores.

- El alzado exterior suele ser rectangular, con altos muros como fachada y alguna portada decorada más o menos artísticamente y, a veces, remate de frontón (solamente en esta u ocupando toda la fachada).

Algunas bodegas destacan por su alto valor arquitectónico, si bien la importancia reside en el conjunto en sí. A lo largo del siglo XX algunas han desaparecido convertidas en viviendas, plazas,etc, aunque todavía varias tienen usos propiamente bodegueros. Otras en su mayor parte están abandonadas, en peligro por la especulación urbanística que pretende su destrucción, si bien en la ciudad hay colectivos que reclaman el respeto al patrimonio histórico e industrial y que se les dote de nuevos usos: servicios sociales, culturales, museos,etc.